# Големите маневри
„Големите маневри“ (на френски: Les Grandes Manoeuvres) е френски филм от 1955 година, комедия на режисьора Рене Клер.

## Сюжет
Действието се развива в провинцията на Франция през 1913 година. Арман Дьо Ла Верн (Жерар Филип), лейтенант от 33-ти полк на френската кавалерия, абсолютен Дон Жуан, приема облог да стане любовник на една жена. Щастливата избраница е Мари Луиз (Мишел Морган), красива млада жена, току-що пристигнала от Париж, за да отвори магазин като моделиер на дамски шапки. Първоначално тя е недоверчива, знаейки репутацията на Арман и все пак не устоява на чара му. Едва когато мисли, че той е убит на дуел, Мари осъзнава зараждащата се голяма любов. Дори тяхната предстоящата сватба е спряна. Тогава Виктор Дюверже (Жан Десаи), ревнив и разочарован ухажор, разкрива облога пред младата жена, което дълбоко я наранява. В навечерието на заминаването на маневри, лейтенантът се опитва да се оправдае пред Мари Луиз. На следващия ден нейните прозорци остават затворени, докато на улицата дефилира заминаващата кавалерия…

## В ролите
| Изпълнител   | Роля                        |
| ------------ | --------------------------- |
| Жерар Филип  | лейтенант Арман де ла Верн  |
| Мишел Морган | Мари Луиза Ривиер           |
| Жан Десаи    | Виктор Дюверие              |
| Ив Робер     | лейтенант Феликс Леруа      |
| Брижит Бардо | Люси, дъщерята на фотографа |
| Магали Ноел  | Тереза, певицата            |
| Симона Валер | Жизел Моне                  |
| Мишел Пиколи | офицер                      |